# Torneo de Tokio 2014
El Rakuten Japan Open Tennis Championships 2014 es un torneo de tenis que se juega en canchas duras al aire libre. Es la 42ª edición del evento conocido este año como el Rakuten Japan Open Tennis Championships, y es parte de la ATP World Tour 500 serie del 2014. Se llevará a cabo en el Coliseo Ariake de Tokio, Japón, del 29 de septiembre al 5 de octubre de 2014.

## Cabezas de serie
| Tenista               | Ranking | No. |
| Stan Wawrinka         | 4       | 1   |
| David Ferrer          | 5       | 2   |
| Milos Raonic          | 6       | 3   |
| Kei Nishikori         | 8       | 4   |
| Jo-Wilfried Tsonga    | 12      | 5   |
| Gaël Monfils          | 16      | 6   |
| Roberto Bautista Agut | 17      | 7   |
| Kevin Anderson        | 19      | 8   |

- Los cabezas de serie, están basados en el ranking ATP del 22 de septiembre de 2014.

### Dobles masculinos
| Tenista                      | Ranking | Preclasificada |
| Bob Bryan Mike Bryan         | 2       | 1              |
| Ivan Dodig Marcelo Melo      | 13      | 2              |
| Marcel Granollers Marc López | 23      | 3              |
| Eric Butorac Raven Klaasen   | 42      | 4              |

## Campeones

### Individual Masculino
Kei Nishikori venció a  Milos Raonic por 7-6(5), 4-6, 6-4

### Dobles Masculino
Pierre-Hugues Herbert /  Michał Przysiężny vencieron a  Ivan Dodig /  Marcelo Melo por 6-3, 6-7(3), [10-5]